# 佐藤續

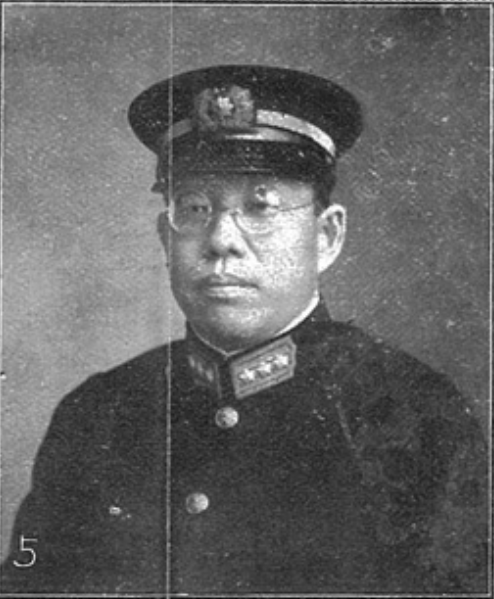
佐藤續

佐藤續（1884年7月—？），東京帝國大學畢業，日本昭和初期之日本政府官員，本籍日本宮城縣。

## 經歷
明治四十五年（1912年），畢業於東京帝國大學法科大學政治科。歷任山形県警部・属、同警視、同飽海郡長、台南州警務部長、台北州警務部長、臺灣總督府事務官、警務局保安課長、同警務課長、同衛生課長等職。
昭和二年（1927年），出任台中州知事。昭和三年（1928年），發生朝鮮獨立運動參與者趙明河行刺來臺灣臺中訪問的皇族久邇宮邦彥王的臺中不敬事件。此事導致臺灣總督上山滿之進、總務長官後藤文夫、警務局長本山文平相繼引咎辭職。時任臺中州知事的佐藤續也引咎辭職。
佐藤續於1940年代左右之二戰期間，於台灣台北地區擔任台北州知事，任期不詳。部分文獻表示，他為與中華民國政府辦理台北州交接事宜之台北州知事。另外，也有人表示，與中國政府辦理台北州交接者為另一任知事高橋衛。